# Estação Gregorio Marañón
Gregorio Marañón é uma estação da Linha 7 e Linha 10 do Metro de Madrid. 

## História
A estação foi inaugurada em 1998, primeiro para a Linha 10 e algumas semanas depois para a Linha 7.